# T.A.T.u
A t.A.T.u. (oroszul Тату, de hivatalosan ma már latin betűkkel írják) orosz popegyüttes. Két énekesnője Julija Olegovna Volkova (Юлия Олеговна Волкова) és Jelena Szergejevna Katyina (Елена Сергеевна Катина).
1999-ben robbantak be a köztudatba, de már 1997-ben megalakultak. Az együttes gyakran tematizálja a „közlekedési baleset” jelenségét. Első angol nyelvű lemezük címe 200 km/h in the Wrong Lane („200 km/órás sebességgel a rossz sávban”). Második lemezük a Dangerous and Moving („Veszélyes és bizonytalan/megindító”). Harmadik lemezük pedig a Waste Management („Hulladékkezelés”) lett volna, de 2008. szeptember elején ismeretlen okból a lemez címe Happy Smiles/Veszjolije ulibki („Boldog mosolyok”) lett. A címváltoztatás okáról (még) nem tájékoztatták a rajongókat.
A Dangerous and Moving orosz változata a Ljugyi invalidi („Sérült/beteg emberek” – "Az emberek rokkantak") címet kapta.
A „baleset-hangulathoz” pár videóklipjük is hozzájárult. A Not Gonna Get Us-ban egy teherautóval száguldanak, illetve a 30 Minutes-ban felrobban egy körhinta és ezzel Léna is. De megemlíthető a Ljugyi invalidi árokba zuhanó emberei.
A t.A.T.u. részben pont ezzel vívta ki a figyelmet: nem csak a „mindenki által énekelt” szerelemről és divatról készített dalokat, hanem egy új témát is megragadott – igaz, ez sokaknak visszatetsző lehet, akárcsak korábbi színpadi megjelenéseik.
Több mint 25 millió lemezt adtak el világszerte és több mint 80 díjat nyertek.

## Történet
Oroszország színeiben részt vettek a 2003-as Eurovíziós Dalfesztiválon, ahol a 3. helyen végeztek Nye ver, nye bojszja (Не верь, не бойся) című dalukkal.

### 1999–2000: a t.A.T.u. alapítása
Ivan Sapovalov és üzleti partnere, Alekszandr Vojtyinszkij ötlete volt egy népszerű oroszországi popegyüttes létrehozása. Ennek nyomán tartottak tizenéves női énekeseknek meghallgatásokat Moszkvában 1998 elején. Ekkor fedezték fel a volt Neposzedi-s tagokat, Lenát és Juliját. A lányok fura megjelenése bizonyult döntőnek: Julija akkor még csak 13 éves, Lena pedig egy évvel idősebb. A Roxette Katyina által énekelt It Must Have Been Love című dalt kezdték felvenni. Ekkor találták ki a Тату (Tatu) nevet – az orosz "Eta gyevuska ljubit tu gyevusku" mondat rövidülése, melynek jelentése: "Ez a lány szereti azt a lányt". A következő év folyamán Vojtyinszkij elhagyta az együttest.

### 1999–2003: 200 km/órás sebességgel a rossz sávban
1999-ben jelent meg a Ja szosla sz uma („Megőrültem”), ami angol nyelvterületen All the Things She Said-ként szerepel. A dal szövege egy lány lelkében dúló kavarodást tükröz, lévén egy másik lányba szerelmes, fél attól, ami vele történik, a társadalom megvetésétől, végül szülei bocsánatáért esedezik.
A videóklipben Volkova és Katyina iskolai egyenruhákba öltözve szerepelnek, ének közben csókolóznak és leszbikus jeleneteket adnak elő. A felvétel idején (1999 végén), Volkova 14 éves volt, Katyina 15, az MTV Russia 2000 novemberétől kezdte el sugározni a videót. Ez évben a t.A.T.u. nyerte el a People Choice-t az MTV Russian Music Awards-nál.
Menedzserük kötelező szabályokat iktatott be számukra: csak rövid választ adhattak a sajtónak, és megtiltották, hogy a szexuális életükről beszéljenek. Julijának azt mondták, hagyja figyelmen kívül a riporterek kérdéseit, és úgy látsszon, hogy ellentét van közte és Lena között.
2001-ben Oroszországot és a környező országokat utazta be a t.A.T.u. Az együttes 2001. május 21-én mutatta be új albumukat, a "200 po vsztrecsnoj"-t (200 km/h in the Wrong Lane) amin 9 új szám és 2 remix található.
Nemsokára megjelent a lányok második videója, a "Nasz nye dogonyat" (Not Gonna Get Us angol fordításban, magyarul „Nem érnek utol”). Az MTV Russián egy hét alatt lett 1. és 7. az MTV Top 20-ban.
2001 végén megjelent a t.A.T.u.-harmadik videója: "30 Minutes". Julija ekkor még nem beszélt folyékonyan angolul, ezért beiratkozott egy nyelvtanfolyamra. Eközben el kellett halasztaniuk néhány felvételt. Miután Julija jól megtanulta az angolt, a lányok tovább turnéztak Európában.
Az együttest sokan kritizálták leszbikus megnyilvánulásaik miatt. Például az oroszországi Maxim magazin 2003. januári címlapján Julija és Lena félmeztelen, ekkor Julija még csak 17 éves volt, Lena pedig 18. Az FHM Russia 2003. szeptemberi kiadásában is mindkét lány félmeztelen, ahol Lena Julija melleit fogja. Sok vitájuk volt a médiával, például amikor az amerikai Jay Leno Show-ban "Huj Vojnye!" (Хуй войне! - "F...om a háborúba!") feliratú pólóban jelentek meg. Egy nappal később a Jimmy Kimmel Live-on nem engedték meg, hogy felvegyék a pólókat.
2003 májusában a t.A.T.u. képviselte Oroszországot az Eurovíziós Dalfesztiválon, ahol harmadikok lettek. A lányok győztek volna, ha az ír telefonszavazatokat is beszámítják, csakhogy közbejött egy műszaki hiba, s ennek nyomán úszott el az első hely. A 2003-as MTV Movie Awards-on a Not Gonna Get Us-t énekelték, amelyben 100 lány vett részt, akik a színpad körül táncoltak, miközben a duó énekelt. A produkció végén a 100 leányka fehérneműre vetkőzött és csókolózni kezdett.
A t.A.T.u-nak szembe kellett néznie egy perrel, miután a menedzserük törölt két májusi fellépést: egyet a Wembley Arénában, egy másikat pedig a manchesteri News Arenában.

### 2003-2004: megújulás
2003. szeptember 26-án megjelent az új remixek cd, "Remixes" címmel. 2003 novemberében a cd-t két új számmal kiegészítve adták ki Oroszországban. A két új szám a "Prosztije dvizsenyija" és a "Nye ver, nye bojszja".
Az "Anatomy of t.A.T.u."-t 2003 decemberében készítették el. A dokumentumfilm felfedte, hogy a lányok nem voltak leszbikusok, inkább csak ál-leszbik. A t.A.T.u. és Sapovalov összeveszett egymással. Julija azt állította: " ő [Ivan] botrányokat talál ki ahelyett, hogy megtervezné a munkánkat. Biztos vagyok abban, hogy a rajongóink inkább új dalokat és új albumokat hallanának". Ezért 2004-ben kirúgták Sapovalovot. 2004-ben több felvételt elhalasztottak, mert Julija terhes lett.

### 2004–2006: Ljugyi invalidi/Dangerous and Moving/Veszélyes és bizonytalan

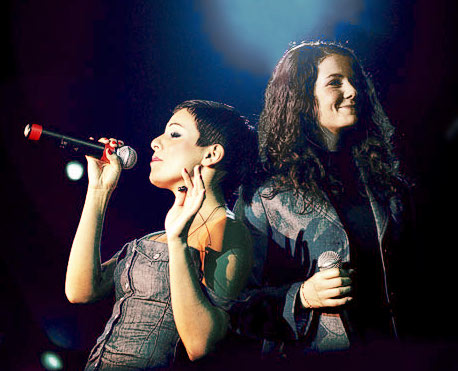
t.A.T.u 2005 októberében

2004. szeptember 23-án Julija világra hozta Viktorija (Vika) Pavlovna Volkovát.
Második angol albumuk 2005. október 5-én debütált: Dangerous and Moving. Orosz változatát október 19-én dobták piacra, Ljugyi invalidi címmel.
Legújabb számuk a Friend or Foe volt. Hamarosan elkészítették a videóklipjét is. Az együttes új dobost szerződtetett, Roman Ratej helyett Steve Wilson érkezett, valamint egy új basszusgitáros: Domen Vajevec.
2006. április 28-án Szentpétervárott bemutatták legfrissebb szerzeményüket, a Gomenasait.
2006. november 21-én az Oroszországban levő Komi Köztársaság beperelte a t.A.T.u.-t.

### 2007–2009: Veszjolije ulibki/Happy Smiles/Boldog mosolyok
A t.A.T.u. 2007. május 26-án Moszkvába utazott, hogy részt vegyenek a Moscow Gay Pride („Moszkvai homoszexuális büszkeség”) demonstráción.
2007 végén jelent meg a Belij Plascsik, mintegy a hamarost megjelenő orosz nyelvű albumukról előzeteseként. Másik új számuk a "220" volt, amit június 5-én mutattak be hivatalos YouTube-csatornájukon.

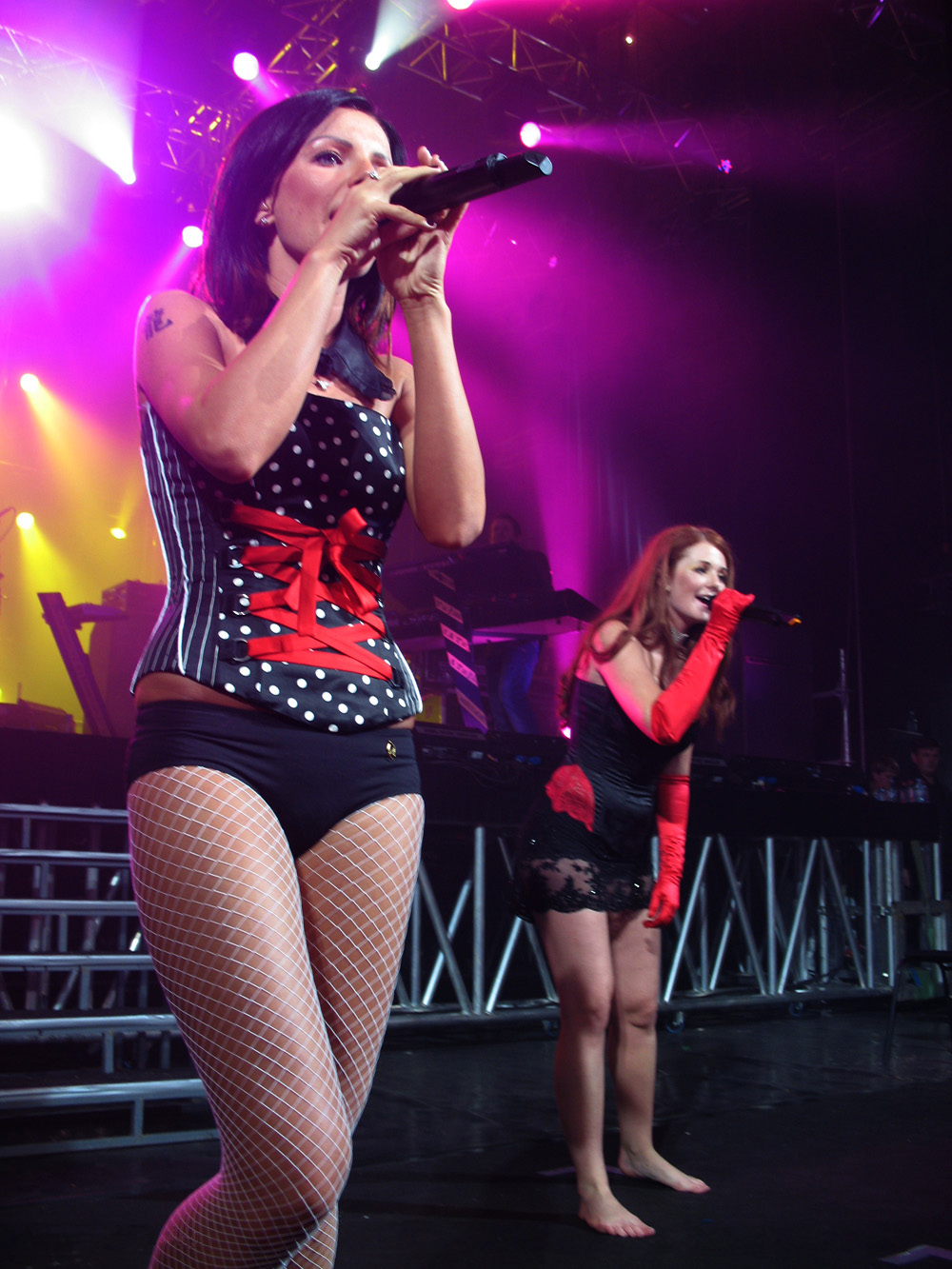
A t.A.T.u 2008 szeptemberében a moszkvai koncertjükön

2008. szeptember 9-én egy sajtóközlemény jelent meg: az új album címe Veszjolije ulibki (Happy Smiles) lesz az "Upravlenyije otbroszami" helyett. Szeptember 12-én mutatták be a "You and I" dalt az albumról. A borítón eredetileg egy fekete négyzet lett volna, ám az album címének megváltoztatása miatt egy mosolygó űrhajós lett a borítókép.
Október 15-én a t.A.T.u. honlapja bejelentette, hogy a Veszjolije ulibkit 2008. október 21-én fogják kiadni.
November 28-án az MTV Russia a t.A.T.u.-nak adta a Legend of MTV-t.
2009. április 17-én bemutatták a "Sznyegopadi" videóklipjét az MTV Russián. A videóban Julija és Lena motorokon menekülnek a rendőrök elől, de nem adják meg magukat, hanem egymásba száguldanak és meghalnak.
A lányok május 10-én díszvendégként felléptek a Moszkvában rendezendő Eurovíziós Dalfesztiválon az elődöntőben.
2009. július 13-án jelent meg a "Sznyegopadi" angol változata: "Snowfalls".

### 2009-től
Október 30-án megjelent a Belij Plascsik ("Fehér köntös") angol nyelvű klipje, a White Robe. November 10-én a t.A.T.u hivatalos honlapja bejelentette, hogy a videó bekerült az MTV Brazília által szervezett döntőbe. December 15-én kiadták új albumukat, a Waste Management-et Brazíliában, Argentínában és Chilében. December 3-án a White Robe videója lett a legjobb az MTV-n Brazíliában.
Lena 2010-től sikeres szólókarrierbe kezdett. 

## Tagok

### Jelenlegi tagok
- Sven Martin – Billentyűs (2002-től)
- Troy MacCubbin – Gitáros (2002-től)
- Steve Wilson (Myspace) - (kezdőoldal) – Dobos (2006–tól)
- Domen Vajevec – Bass (2006–tól)

### Korábbi tagok
- Roman Ratej – Dobos (2003–2006)

## Filmek
- 2009: You and I

## Turnék
- 200 Po Vstrechnoy Tour (2001-2002)
- The Show Me Love Tour (2003)
- Dangerous And Moving Promo Tour (2005-2006)
- Dangerous And Moving Tour (2006-2008)

## Diszkográfia

### Albumok
| Év   | Album                                                                               | Toplista-pozíció | Toplista-pozíció | Toplista-pozíció | Toplista-pozíció | Toplista-pozíció | Toplista-pozíció | Toplista-pozíció | Toplista-pozíció |
| Év   | Album                                                                               | RU               | TUR              | JPN              | POL              | USA              | UK               | AUS              | GER              |
| ---- | ----------------------------------------------------------------------------------- | ---------------- | ---------------- | ---------------- | ---------------- | ---------------- | ---------------- | ---------------- | ---------------- |
| 2001 | 200 po vsztrecsnoj (200 по встречной) - Megjelent: második kiadás 2002. február 15. | 1                | -                | 123              | 1                | -                | -                | -                | -                |
| 2002 | 200 km/h in the Wrong Lane - Megjelent: 2002. december 10.                          | 1                | 1                | 1                | 3                | 13               | 12               | 19               | 3                |
| 2005 | Dangerous and Moving - Megjelent: 2005. október 10.                                 | 1                | 1                | 10               | 25               | 131              | 78               | -                | 12               |
| 2005 | Ljugyi invalidi (Люди-инвалиды) - Megjelent: 2005. október 19.                      | 1                | -                | -                | -                | -                | -                | -                | -                |
| 2008 | Veszjolije ulibki (Весёлые улыбки) - Megjelent: 2008. október 17.                   | 1                | 9                | -                | 3                | -                | -                | -                | -                |
| 2009 | Waste Managment - Megjelenés: 2009. december 15.                                    | -                | -                | -                | -                | -                | -                | -                | -                |

### Gyűjtemény lemezek
| 2003 | Remixes - Kislemezek: ("Prostye Dvizheniya";"Ne Ver', Ne Boysia") |

| 2006 | The Best - Kislemez: "Loves Me Not" |

### Kislemezek
| Év   | Dal                       | Toplista pozíció | Toplista pozíció | Toplista pozíció | Toplista pozíció | Toplista pozíció | Toplista pozíció | Toplista pozíció | Toplista pozíció | Toplista pozíció | Toplista pozíció | Album                      | Videóklip rendező |
| Év   | Dal                       | EU               | UK               | RU               | MEX              | FRA              | POL              | GER              | ITA              | AUS              | JAP              | Album                      | Videóklip rendező |
| ---- | ------------------------- | ---------------- | ---------------- | ---------------- | ---------------- | ---------------- | ---------------- | ---------------- | ---------------- | ---------------- | ---------------- | -------------------------- | ----------------- |
| 2000 | "Ja szosla sz uma"        | -                | -                | 1                | -                | -                | 1                | -                | -                | -                | -                | 200 po vsztrecsnoj         | Ivan Sapovalov    |
| 2001 | "Nasz nye dogonyat"       | -                | -                | 1                | -                | -                | 1                | -                | -                | -                | -                | 200 po vsztrecsnoj         | Ivan Sapovalov    |
| 2001 | "30 Minut"                | -                | -                | 7                | -                | -                | -                | -                | -                | -                | -                | 200 po vsztrecsnoj         | Ivan Sapovalov    |
| 2002 | "Prosztije dvizsenyija"   | -                | -                | 28               | -                | -                | -                | -                | -                | -                | -                | t.A.T.u. Remixes           | -                 |
| 2002 | "All the Things She Said" | 1                | 1                | 1                | 1                | 2                | 1                | 1                | 1                | 1                | 1                | 200 km/h in the Wrong Lane | Ivan Sapovalov    |
| 2003 | "Not Gonna Get Us"        | 20               | 7                | 2                | 2                | 18               | 19               | 15               | 4                | 11               | 2                | 200 km/h in the Wrong Lane | Ivan Sapovalov    |
| 2003 | "Nye ver, nye bojszja"    | -                | -                | 2                | -                | -                | -                | -                | -                | -                | -                | 200 km/h in the Wrong Lane | Ivan Sapovalov    |
| 2003 | "30 Minutes"              | -                | -                | -                | -                | -                | -                | -                | -                | -                | -                | 200 km/h in the Wrong Lane | Ivan Sapovalov    |
| 2003 | "Show Me Love"            | -                | -                | 1                | -                | -                | 18               | -                | -                | -                | -                | 200 km/h in the Wrong Lane | -                 |
| 2003 | "How Soon Is Now?"        | -                | -                | 10               | 5                | -                | -                | 33               | -                | 37               | 56               | 200 km/h in the Wrong Lane | -                 |
| 2002 | "Ja budu"                 | -                | -                | -                | -                | -                | -                | -                | -                | -                | -                | Podnyebesznaja             | Ivan Sapovalov    |
| 2005 | "Ljugyi invalidi"         | -                | -                | 6                | -                | -                | -                | -                | -                | -                | -                | Ljugyi invalidi            | James Cox         |
| 2005 | "All About Us"            | 3                | 8                | 5                | 1                | 7                | 1                | 7                | 4                | 39               | 15               | Dangerous and Moving       | James Cox         |
| 2005 | "Friend or Foe"           | 33               | 48               | 2                | 15               | -                | 8                | -                | 16               | -                | -                | Dangerous and Moving       | James Cox         |
| 2006 | "Gomenasai"               | 117              | -                | 7                | 20               | -                | 3                | 30               | -                | -                | 35               | Dangerous and Moving       | Hype Williams     |
| 2006 | "Loves Me Not"            | -                | -                | 2                | 70               | -                | -                | -                | -                | -                | -                | The Best                   | Neogene Music     |
| 2007 | "Belij Plascsik"          | 263              | -                | 1                | -                | -                | 22               | -                | -                | -                | -                | Veszjolije ulibki          | James Cox         |
| 2008 | "220"                     | -                | -                | 5                | -                | -                | 41               | -                | -                | -                | -                | Veszjolije ulibki          | James Cox         |
| 2008 | "You and I (dal)"         | -                | 93               | -                | -                | -                | -                | -                | -                | -                | -                | Veszjolije ulibki          | -                 |
| 2009 | "Sznyegopadi"             | -                | -                | 1                | -                | -                | -                | -                | -                | -                | -                | Veszjolije ulibki          | Borisz Renszkij   |

- A "Nye ver, nye bojszja" bónusz dalként kapott helyet a lányok első angol nyelvű "200 km/h in the Wrong Lane" című lemezén.
- "Show Me Love" csak Lengyelországban jelent meg.
- "Dangerous and Moving" és "Obezjanka Nol" törölt kislemezek.

## DVD
- Screaming For More (DVD; Universal Music; 2003. november 23.)
- Truth: Live in St. Petersburg (DVD; Neformat Music Japan; 2007. szeptember 12.)

## Fordítás
- Ez a szócikk részben vagy egészben  a   T.A.T.u című angol Wikipédia-szócikk fordításán alapul.  Az eredeti cikk szerkesztőit annak laptörténete sorolja fel. Ez a jelzés csupán a megfogalmazás eredetét és a szerzői jogokat jelzi, nem szolgál a cikkben szereplő információk forrásmegjelöléseként.